# Cohors I Claudia Sugambrorum tironum
Die Cohors I Claudia Sugambrorum Tironum [equitata] (deutsch 1. Kohorte die Claudische der Sugambrer der Rekruten [teilberitten]) war eine römische Auxiliareinheit. Sie ist durch Militärdiplome und eine Inschrift belegt. In den meisten Militärdiplomen wird sie als Cohors I Sugambrorum Tironum bezeichnet, in der Inschrift (CIL 3, 600) als Cohors I Syngambrum.

## Namensbestandteile
- Claudia: die Claudische. Der Zusatz kommt in den Militärdiplomen von 111, 153 und 156/157 vor.

- Sugambrorum: der Sugambrer. Die Soldaten der Kohorte wurden bei Aufstellung der Einheit aus dem germanischen Stamm der Sugambrer auf dem Gebiet der römischen Provinz Germania rekrutiert.

- Tironum: der Rekruten (lateinisch Tiro Rekrut, Neuling, Anfänger). Laut John Spaul diente der Zusatz zur Unterscheidung der Einheit von der Cohors I Claudia Sugambrorum Veterana, die zur gleichen Zeit in den Provinzen Moesia und Moesia Inferior stationiert war.

- equitata: teilberitten. Die Einheit war ein gemischter Verband aus Infanterie und Kavallerie. Der Zusatz kommt zwar nirgends vor, aber da es sich bei dem Verband unter Leitung des Marcus Valerius Lollianus um Kavallerieabteilungen der Alae und Kohorten in Syrien handelt, gilt dies als sicher.[1][2]

Da es keine Hinweise auf den Namenszusatz milliaria (1000 Mann) gibt, war die Einheit eine Cohors (quingenaria) equitata. Die Sollstärke der Kohorte lag bei 600 Mann (480 Mann Infanterie und 120 Reiter), bestehend aus 6 Centurien Infanterie mit jeweils 80 Mann sowie 4 Turmae Kavallerie mit jeweils 30 Reitern.

## Geschichte
Die Kohorte war in den Provinzen Moesia, Moesia Inferior und Syria stationiert. Sie ist auf Militärdiplomen für die Jahre 69/79 bis 156/157 n. Chr. aufgeführt.
Der erste Nachweis der Einheit in der Provinz Moesia beruht auf einem Diplom, das auf 69/79 datiert ist. In dem Diplom wird die Kohorte als Teil der Truppen (siehe Römische Streitkräfte in Moesia) aufgeführt, die in der Provinz stationiert waren. Weitere Diplome, die auf 75 bis 116 datiert sind, belegen die Einheit in derselben Provinz (bzw. ab 92 in Moesia Inferior).
Die Kohorte wurde vermutlich nach dem Partherkrieg Trajans, spätestens jedoch unter Hadrian von Moesia Inferior nach Syria verlegt. Der erste Nachweis der Einheit in Syria beruht auf einem Diplom, das auf 153 datiert ist. In dem Diplom wird die Kohorte als Teil der Truppen (siehe Römische Streitkräfte in Syria) aufgeführt, die in der Provinz stationiert waren. Ein weiteres Diplom, das auf 156/157 datiert sind, belegt die Einheit in derselben Provinz.
Eine Vexillation der Kohorte nahm am Partherkrieg des Lucius Verus (161–166) teil. Sie wird in der Inschrift (CIL 3, 600) als Teil der Einheiten aufgelistet, die unter der Leitung von Marcus Valerius Lollianus standen. In der Inschrift steht, dass Lollianus Kommandeur in Mesopotamia über Abteilungen ausgewählter Reiter der Alen […] und der Kohorten gewesen ist.

## Standorte
Standorte der Kohorte sind nicht bekannt.

## Angehörige der Kohorte
Angehörige der Kohorte sind nicht bekannt.

## Weitere Kohorten mit der BezeichnungCohors I Claudia Sugambrorum
Es gab noch eine weitere Kohorte, die Cohors I Claudia Sugambrorum Veterana. Sie ist durch Militärdiplome von 75 bis 157 belegt und war in den Provinzen Moesia und Moesia Inferior stationiert.